# Moirans, Isère
Moirans är en kommun i departementet Isère i regionen Auvergne-Rhône-Alpes i sydöstra Frankrike. Kommunen ligger i kantonen Rives som tillhör arrondissementet Grenoble. År 2022 hade Moirans 7 573 invånare.

## Befolkningsutveckling
Antalet invånare i kommunen Moirans
Referens:INSEE